# Versus (album The Haunted)
Versus – szósty album studyjny szwedzkiej grupy muzycznej The Haunted. Wydawnictwo ukazało się 19 września 2008 roku nakładem wytwórni muzycznej Century Media Records. Nagrania zostały zarejestrowane w Puk Studio w kwietniu 2008 roku. Z kolei wokalizy zostały zarejestrowane w IF Studio i studiu Antfarm również w kwietniu 2008 roku.
W ramach promocji zostały zrealizowane teledyski do utworów: „Moronic Colossus” w reżyserii Andersa Björlera oraz „Trenches” w reżyserii Daniela Larssona. Płyta spotkała się z niejednoznacznym przyjęciem krytyków muzycznych. Recenzent serwisu Alllmusic – Eduardo Rivadavia przyznał kompozycjom 3.5 punktu. Natomiast dziennikarz About.com – Chad Bowar zaznaczył nawiązania do nowoczesnego heavy metalu czy hardcoreu.

## Lista utworów
Opracowano na podstawie materiału źródłowego.
| Edycja podstawowa 1. „Moronic Colossus” (sł. Dolving, muz. Jensen) – 03:51 2. „Pieces” (sł. Dolving, muz. A. Björler, J. Björler) – 03:50 3. „Little Cage” (sł. Dolving, muz. A. Björler, Jensen, P.M. Jensen) – 03:15 4. „Trenches” (sł. Dolving, muz. A. Björler) – 03:42 5. „Ceremony” (sł. Dolving, muz. A. Björler, J. Björler) – 03:43 6. „Skuld” (sł. Dolving, muz. A. Björler) – 02:49 7. „Crusher” (sł. Dolving, muz. Jensen) – 03:13 8. „Rivers Run” (sł. Dolving, muz. J. Björler) – 04:32 9. „Iron Mask” (sł. Dolving, muz. A. Björler) – 03:41 10. „Faultline” (sł. Dolving, muz. Jensen) – 03:44 11. „Imperial Death March” (sł. Dolving, muz. Dolving) – 02:48 | Edycja specjalna 1. Seize The Day – 2:19 2. Narcotic – 3:51 3. Versus – 4:06 4. Devolve – 3:28 Utwory bonusowe 1. „Meat Wagon” – 3:07 (Japan) 2. „Sacrifice” – 4:46 (Exclusive for Europe iTunes) 3. „Walk on Water” – 3:35 (Exclusive for USA iTunes) |

## Twórcy
Opracowano na podstawie materiału źródłowego.
| - Peter Dolving – śpiew, oprawa graficzna, aranżacje, produkcja - Jonas Björler – gitara basowa, aranżacje, produkcja - Per Möller Jensen – perkusja, aranżacje, produkcja - Anders Björler – gitara, aranżacje, produkcja - Patrik Jensen – gitara, aranżacje, produkcja | - Tue Madsen – produkcja, inżynieria dźwięku, miksowanie, mastering - Ella Jonsson – zdjęcia - Jimmy Pettersson – zdjęcia - Pelle Evensen – oprawa graficzna |

## Wydania
Opracowano na podstawie materiału źródłowego.
| Rok  | Nr katalogowy | Format | Wytwórnia             | Region            |
| ---- | ------------- | ------ | --------------------- | ----------------- |
| 2008 | 8444-2        | CD     | Century Media Records | Stany Zjednoczone |
| 2008 | 8444-1        | LP     | Century Media Records | Stany Zjednoczone |
| 2008 | 9977442P      | CD     | Century Media Records | Niemcy            |
| 2008 | TFCK-87449    | CD     | Toy’s Factory         | Japonia           |

## Pozycje na listach
| Lista   | Kraj      | Pozycja |
| ------- | --------- | ------- |
| Top 200 | Francja   | 198     |
| Top 60  | Finlandia | 12      |
| Top 60  | Szwecja   | 14      |